# Wassyl Palyha
Wassyl Palyha (ukrainisch Василь Палига, engl. Transkription Vasyl Palyha; * 1989) ist ein ukrainischer Biathlet.
Wassyl Palyha bestritt seine ersten bedeutenden internationalen Rennen im Rahmen der Sommerbiathlon-Europameisterschaften 2009 in Nové Město na Moravě. Zunächst wurde er bei den Rennen der Junioren eingesetzt, bei denen er 23. im Sprint wurde, sowie im Massenstartrennen, das er auf dem 14. Rang beendete. Für die Mixed-Staffel wurde Palyha in die Leistungsklasse berufen und erreichte mit Julija Kapusta, Natalija Nedaschkiwska und Witalij Derdijtschuk den sechsten Platz.